# QV66
La tomba QV66 è la tomba della regina egizia Nefertari nella Valle delle Regine, situata vicino alla più conosciuta Valle dei Re ed è considerata la tomba più bella e quella meglio conservata della valle. Fu fatta costruire da Ramses II per la sua grande sposa reale; fu una delle prime tombe realizzate nella Valle delle Regine.

## Scoperta della tomba

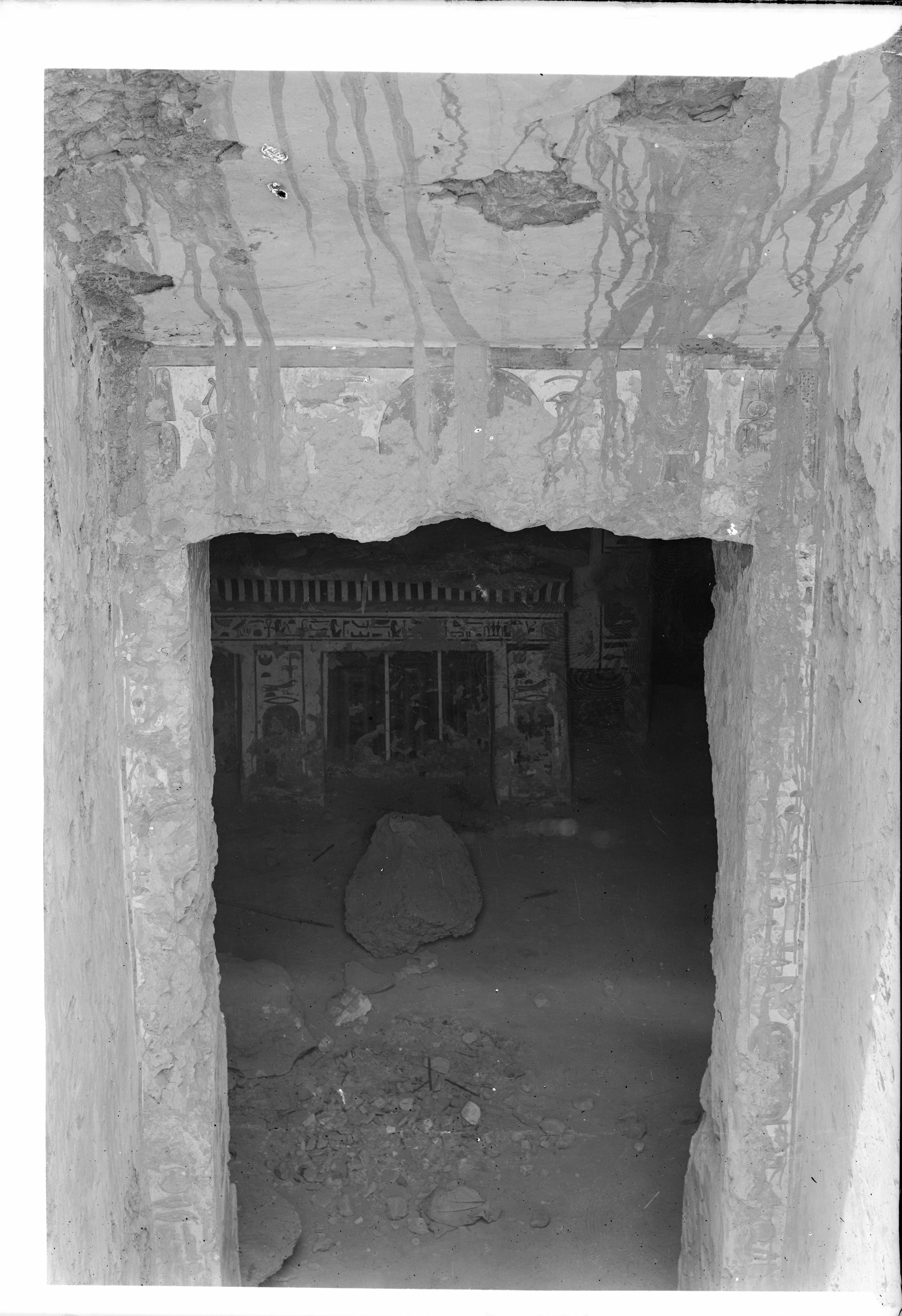
Ingresso della tomba all'epoca della sua scoperta, fotografata dai gradini discendenti, 1904. Archivio fotografico Museo Egizio, Torino.

La tomba venne scoperta nel 1904 nella Valle delle Regine, a Tebe ovest, dall'archeologo italiano Ernesto Schiaparelli, che fu professore di Egittologia all'Università di Torino e che diede grande incremento alla collezione del Museo Egizio di cui fu direttore dal 1884 al 1928.
Schiaparelli ottenne nel 1903 dalle autorità egiziane la concessione esclusiva per effettuare scavi nella Valle delle Regine; fu il primo egittologo a condurre indagini nel sito con metodo sistematico in tre successive campagne di interventi, aiutato dal valido collaboratore Francesco Ballerini.
Durante la seconda campagna di scavi, mentre Schiaparelli stava eseguendo rilevamenti a nord dello uadi maggiore della zona, dove erano già state ritrovate altre tombe, gli operai scoprirono i primi gradini appartenenti a una scala che ritennero indizio sicuro della presenza di una tomba. Dopo aver rimosso gli ammassi di macerie che ricoprivano i gradini, portarono velocemente alla luce una scala tagliata nella roccia fra due pareti dipinte di bianco e che presentava in centro il caratteristico piano discendente che era necessario per spostare e far scendere il sarcofago. La scala, larga 1 metro e 65 cm, scendeva per otto metri fino a una grande parete con una porta; sugli stipiti vi era riportato il nome della regina. La tomba però fu trovata aperta, senza più alcuna traccia della chiusura originale e molte macerie erano cadute fino nella prima sala. Le altre stanze furono rinvenute sgombre e fu evidente che la tomba era stata saccheggiata, forse già nell'antichità. Del sarcofago, in granito rosa, furono ritrovati solo pochi pezzi tra cui diversi frammenti del coperchio. Delle suppellettili, che dovevano essere presenti in gran numero all'origine, si trovarono solo circa trenta ushabti, alcune parti di tre vasi fittili e di altri in alabastro, alcuni frammenti di cassette funerarie e di mobilia. Schiaparelli rinvenne solo una parte della mummia, le gambe, inoltre numerosi teli di finissima fattura. utilizzati per avvolgere il corpo, e i sandali, in fibra di palma, indossati dalla regina. In una nicchia, posta in fondo alla stanza del sarcofago, dietro a una lastra in pietra, vi era l'amuleto raffigurante il pilastro djed, protettore della tomba.

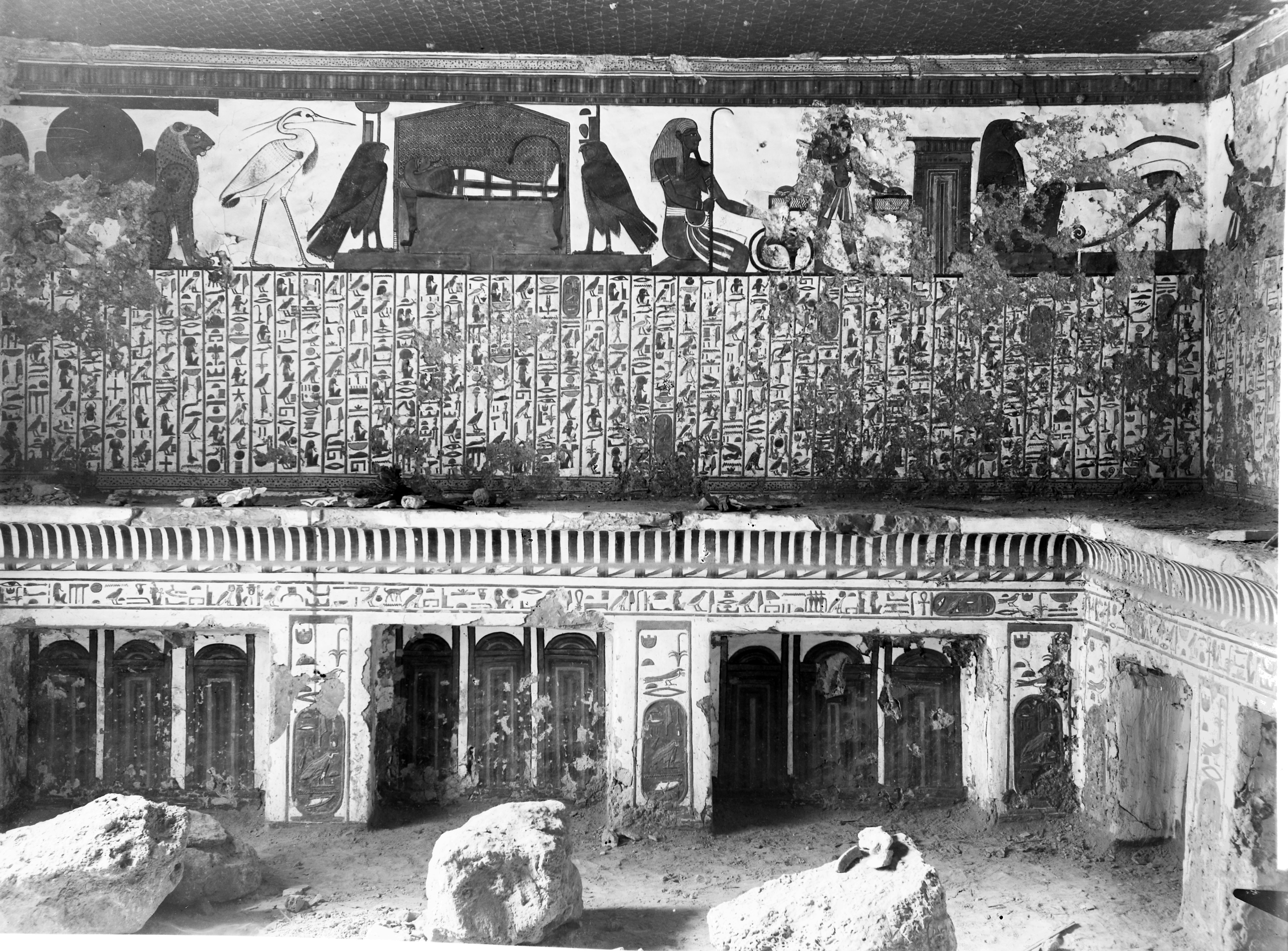
Vista dell'anticamera all'epoca della sua scoperta. Parete ovest, scena 3. Nel registro superiore, è presente Atum tra due leoni, l’uccello Benu, la mummia su un letto tra due falchi, rappresentazioni di Nefti e Iside. Queste sono raffigurazioni connesse con il registro centrale, che presenta il cap. 17 del Libro dei Morti. Sotto, infine, a sinistra è presente una decorazione composta da pilastri Djed e nodi Tit, mentre al centro vi è un ripiano con modanatura a gola egizia, con rappresentazioni di santuari.

## Descrizione

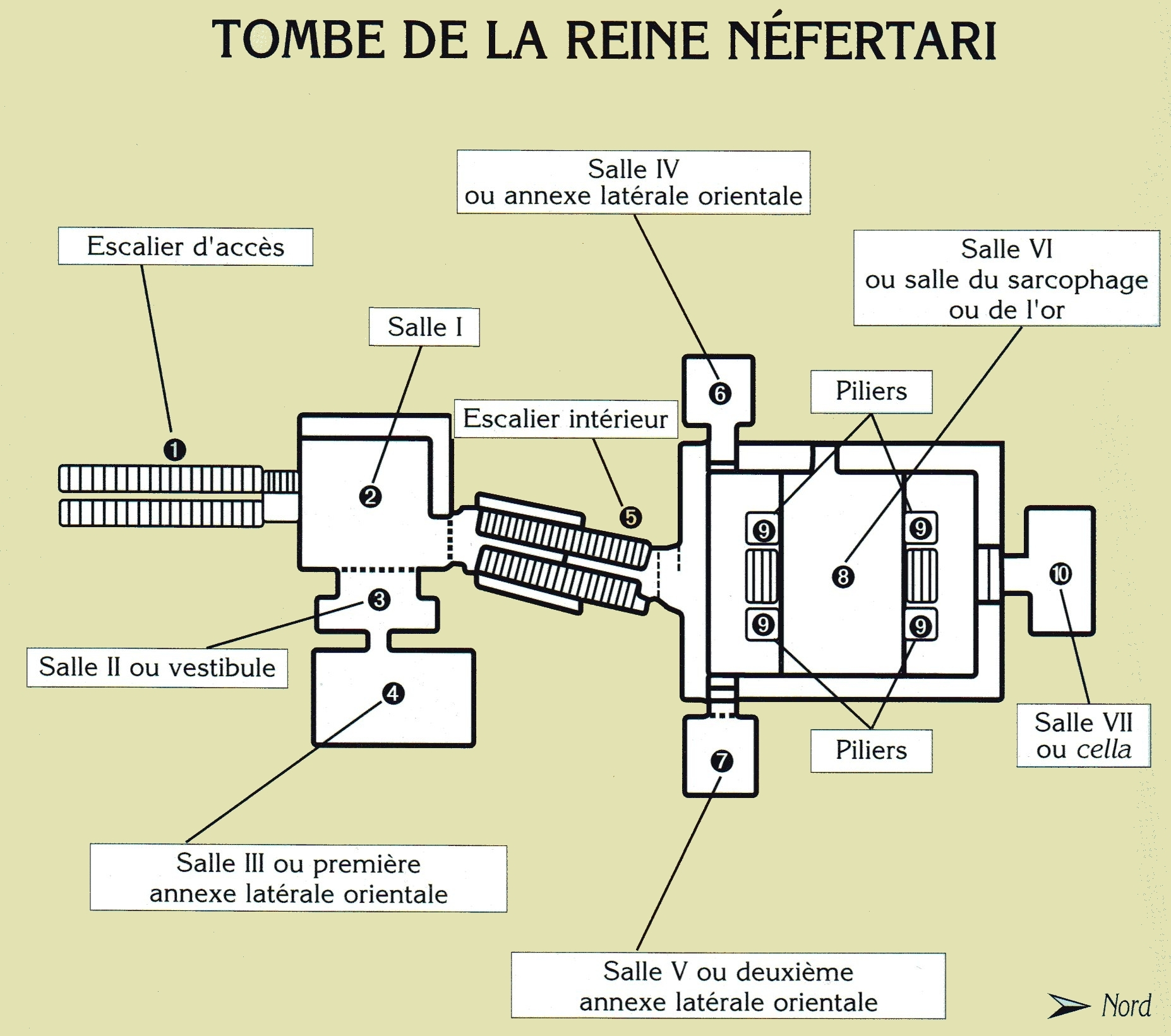
Planimetria della tomba

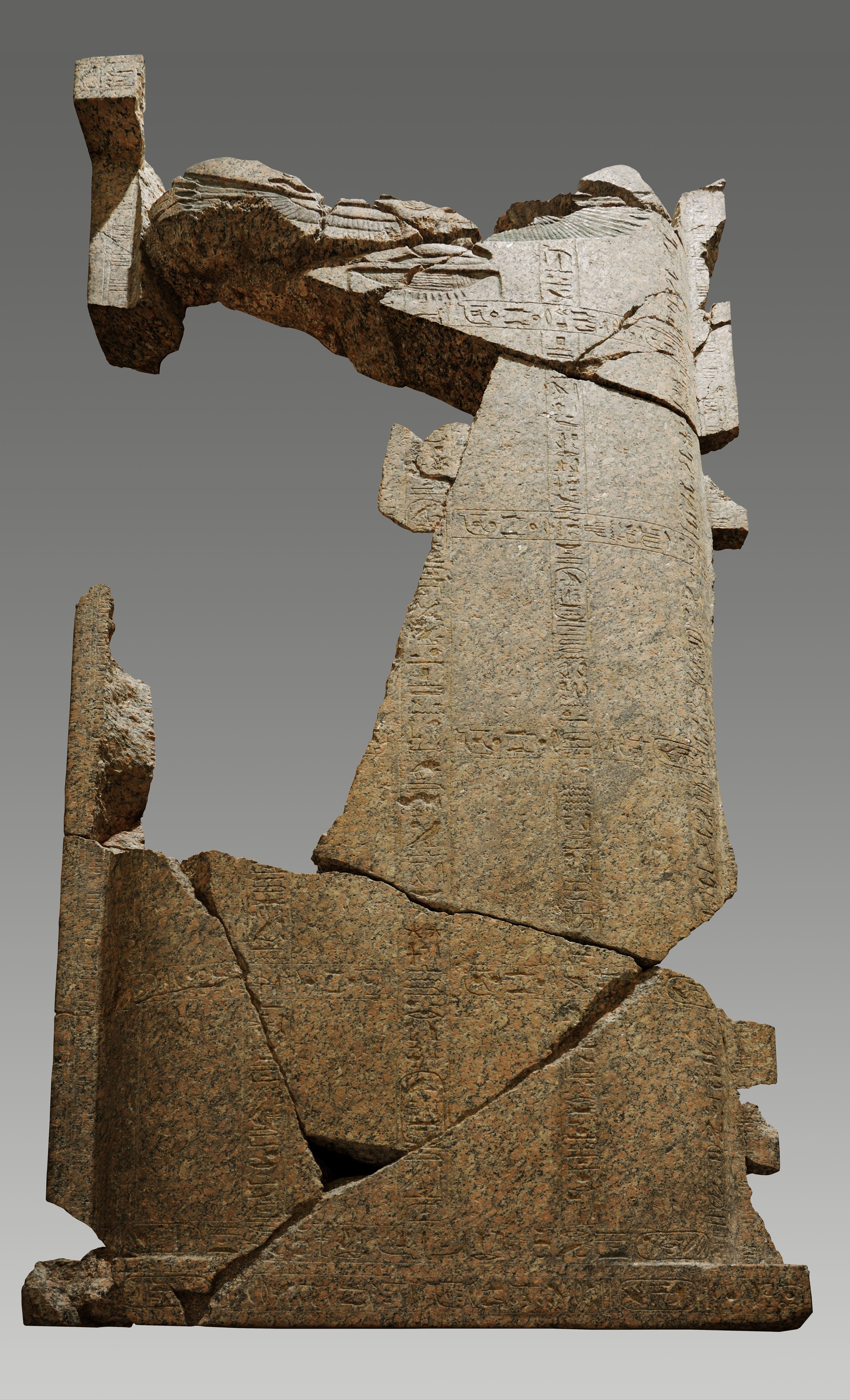
Coperchio frammentario del sarcofago della regina Nefertari, granito. Museo Egizio, Torino.

La tomba è composta di diversi ambienti: scala d'ingresso, anticamera con vestibolo e un annesso laterale, scale inferiori, la grande sala del sarcofago con quattro pilastri, due piccoli annessi laterali, una nicchia con cella finale. La scala di raccordo scende nel sottosuolo in maniera leggermente asimmetrica, probabilmente per evitare che la sala del sarcofago venisse scavata troppo vicina alla tomba della madre di Ramses, che era situata a fianco, con rischio di crolli. Nonostante la tomba fosse stata già violata e spogliata degli arredi, Schiaparelli rilevò che era una delle tombe più belle della valle per le raffinate pitture che decoravano le pareti e il soffitto.
La tomba di Nefertari è diversa rispetto alle tombe di altre regine (solitamente più semplici e dotate solo di una camera funeraria) e si ispira piuttosto alle sepolture faraoniche della vicina Valle dei Re. 
La struttura è articolata: una scala discendente porta a un'ampia anticamera, con un vestibolo laterale. Da qui parte un'ulteriore scala discendente che presenta, come la prima, uno scivolo centrale per calare il sarcofago e che porta alla sala principale o sala d'oro, dove al centro era posizionato il sarcofago. La sala è sorretta da quattro grandi pilastri decorati e ha tre piccoli annessi, probabilmente destinati gli arredi funerari e una piccola cella per i vasi canopi. 

### Decorazione

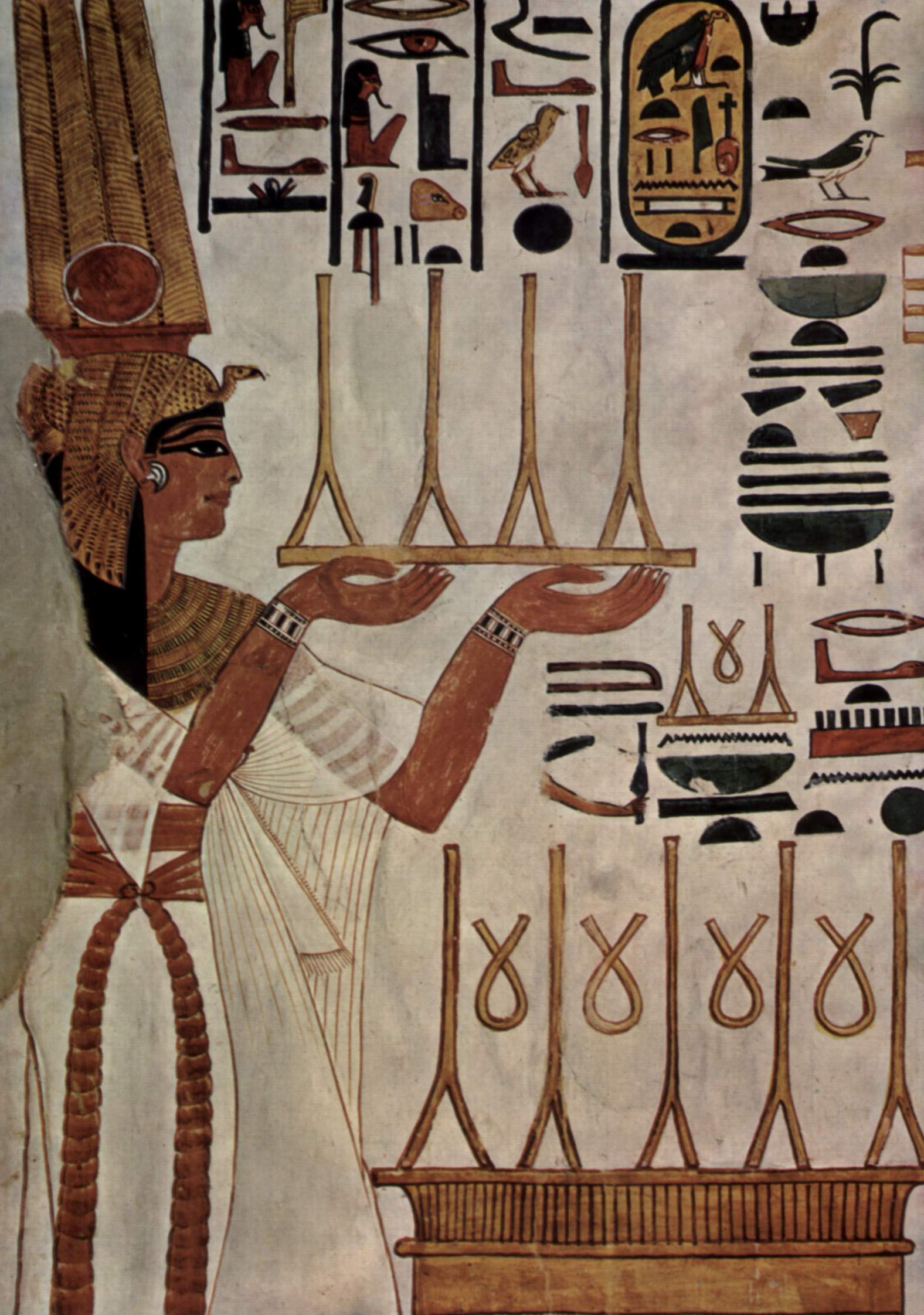
Pittura della camera sepolcrale raffigurante l'offerta delle stoffe al dio Ptah

Sulle pareti della seconda scala discendente, la decorazione è anche a rilievo.
I dipinti raggiungono apici di qualità nell'ambito dell'arte funeraria egizia soprattutto per la ricchezza di colori (verde, blu egiziano, rosso, ocra gialla, bianco e nero) e dei dettagli, mentre i temi e i contenuti rispettano le indicazioni contenute nel Libro dei morti. Il soffitto è sempre azzurro, puntellato di stelle gialle a cinque punte. Le immagini sono presenti in tutti gli ambienti e descrivono il viaggio di Nefertari verso l'aldilà.
I quattro pilasti che circondavano il sarcofago sono decorati con figure di Osiride-Nefertari, del pilastro djed, simbolo della colonna vertebrale di Osiride e di resurrezione, di Horus-sacerdote con pelle di leopardo, di Nefertari con Iside che le porge la croce della vita ankh e che viene abbracciata da Hator.
Negli annessi laterali è raffigurata la tomba di Osiride ad Abydos e varie divinità con la croce ankh.
Nelle pareti della sala del sarcofago è raffigurato lo spirito della regina, che, uscito dal corpo, inizia il suo viaggio e entra nel mondo sotterraneo, dove incontra e onora molte divinità tra le quali Osiride, Anubi, Thot, Selkis e Hator. Nefertari si presenta recitando le formule appropriate ai pericolosi guardiani del primo e secondo cancello e ai guardiani dei restanti cancelli. Al termine Nefertari si presenta al cospetto di Hator Anubi e Iside e si tramuta in Osiride (dio dei morti), con il conseguente, auspicato raggiungimento dell'immortalità e della pace eterna.
Nelle scale di collegamento, la dea Iside è raffigurata due volte, inginocchiata in atteggiamento protettivo con le mani poste sul segno shenu ai lati dell'ingresso della sala del sarcofago che doveva essere ricca di tesori. Nefertari lungo le scale fa offerte ad Hator e Nefti, sotto lo sguardo di Anubi in forma di sciacallo, seduto con lo scettro sopra una cappella. Sull'architrave la dea Maat con le sue ali protegge il cartiglio di Nefertari, che è raffigurato nuovamente ai due lati delle scale con in alto il disco solare e due piume e ai lati due serpenti urei con le corone dell'Alto e Basso Egitto.
Nell'anticamera superiore le dee Neith e Selkis introducono la regina alle altre divinità. Lo spirito della regina rinata (ilba o anima della regina, raffigurato come un uccello dal volto umano) è poggiato sul tetto della tomba, pronto per salire al cielo in unione con Ra il dio Sole. Vi è raffigurata il simbolo di Atum, il dio creatore, tra due leoni, l'airone cinerino simbolo di resurrezione, la mummia osiriaca di Nefertari sul letto funebre, guardata da Iside e Nefti in forma di falco, la porta della necropoli e l'occhio ujat. In un'altra scena la regina è seduta in un chiosco, su un trono dorato che gioca a un gioco simile alla dama, il senet.
Nell'annesso laterale superiore, probabilmente dedicato al deposito delle offerte alimentari, compare la Regina che fa ricche offerte di stoffe a Ptah e si rivolge a Thot per avere gli strumenti da scriba. Nella parete di fondo la regina presenta offerte di animali e incenso a Osiride e Atum in trono. Nefertari poi adora il passaggio di un toro con le sette vacche celesti e i 4 timoni del cielo, che simbolicamente richiamano le formule del cap. 148 del Libro dei morti, che servono ad ottenere in eterno i cibi necessari al defunto nell'Aldilà.

## Restauro e copia della tomba

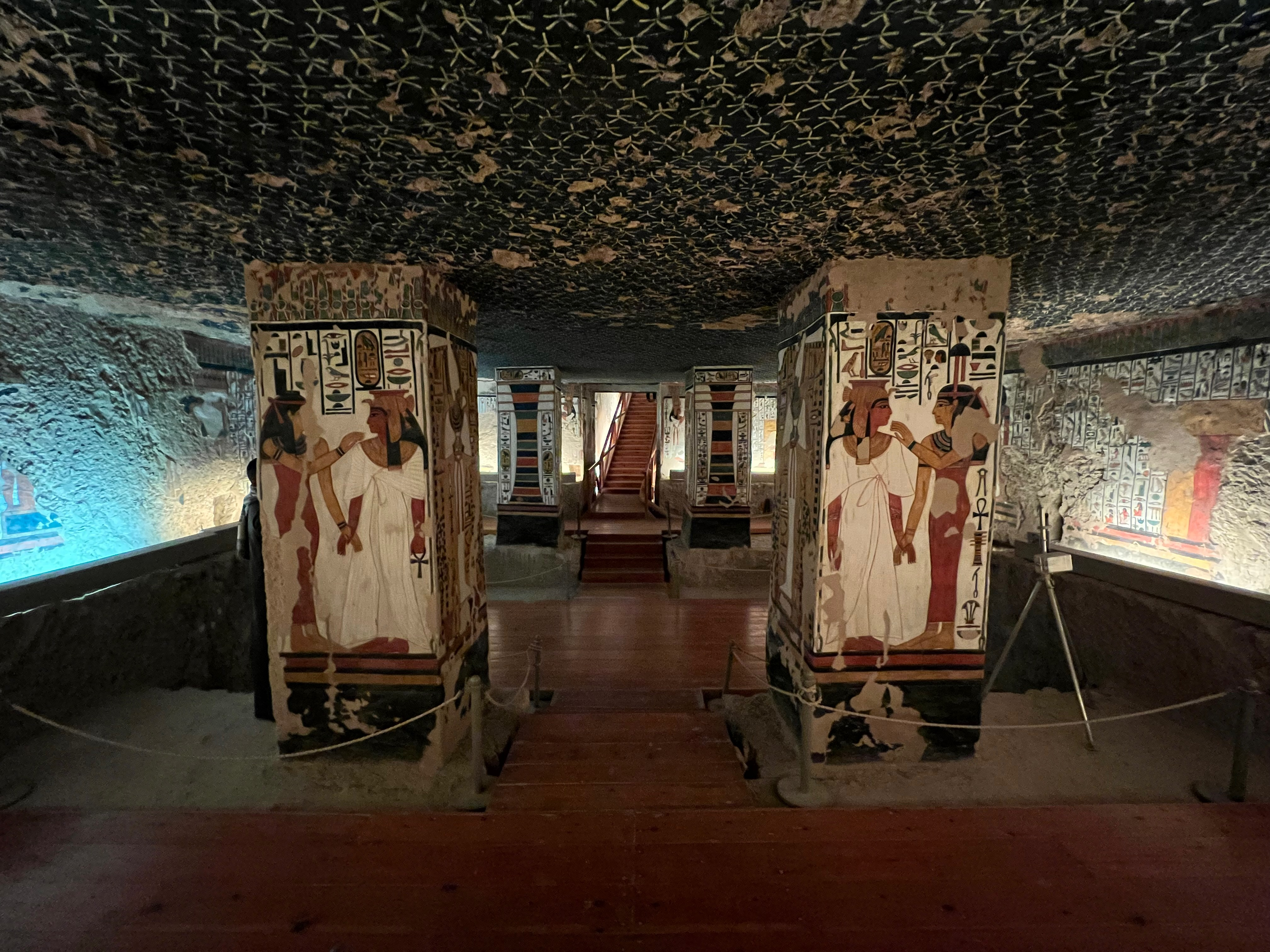
Sala VI con i quattro pilastri

La tomba venne chiusa negli anni cinquanta del XX secolo a causa dei danni causati dalle infiltrazioni d'acqua e dai sali di cloruro di sodio che, fuoriuscendo dalla parete, distaccavano le pitture. I primi rudimentali tentativi di restauro ebbero uno scarso risultato, ottenendo a volte l'effetto di peggiorare lo stato precedente. Dopo anni di altri esami e progetti non definiti, un più efficace restauro di emergenza, sul 20% della tomba, fu fatto nel 1986 utilizzando numerosissimi pezzi di carta giapponese e di garza per stabilizzare momentaneamente le pitture.
Nel 1987 ebbe avvio il Progetto Nefertari, nato dalla collaborazione fra l'Egyptian Antiquities Organization e il Getty Conservation Institute. I rappresentanti delle due istituzioni si incontrarono a Il Cairo nel mese di novembre, riuscendo a trovare un accordo in base al quale si sarebbe dovuto provvedere al completamento degli interventi di restauro già iniziati in fase di emergenza. Il progetto contemplava opere di consolidamento delle pitture a rischio di distaccamento, rimozione della polvere, rafforzamento delle pareti in presenza di grosse lacune, eliminazione dei sali e reintegrazione con incollaggio dei frammenti di intonaco che si erano staccati. Il ripristino delle zone andate perdute fu ritenuto da eseguirsi solo se strettamente necessario e in modo limitato. Prima dell'inizio dei lavori furono eseguiti approfonditi esami geologici, biologici e mineralogici in base alle più avanzate tecniche scientifiche; la situazione ambientale della tomba fu tenuta sotto costante controllo con un accurati rilevamenti microclimatici.
Nel febbraio 1988 iniziò la fase più importante dei lavori di ripristino della tomba. L'incarico di realizzare il complesso lavoro fu dato a un'equipe di restauratori, provenienti da diverse parti del mondo, diretti da Paolo Mora dell'Istituto centrale per il restauro di Roma che già aveva seguito i precedenti interventi di emergenza. Oltre a Mora importanti collaboratori furono la moglie, Laura Mora e Adriano Luzi che, prima di operare in Egitto, si era occupato di importanti lavori in necropoli etrusche. I  lavori durarono dal 1988 al 1992. L'equipe fu impegnata per ben sei anni restaurando meticolosamente ogni centimetro dei 520 metri quadrati. Dopo il restauro la tomba rimase accessibile ai visitatori solo con rigorose restrizioni e, nel 2003, si decise di mantenerla definitivamente chiusa al pubblico per preservare la fragilità degli intonaci e il particolare microclima che poteva venire alterato dalla presenza continua di persone, salvaguardando così gli spettacolari colori della “Cappella Sistina dell'antico Egitto” sia dagli agenti atmosferici sia da eventuali danni provocati dai visitatori. Per decisione delle autorità egiziane, col supporto di archeologi italiani, nel 2014 venne realizzata per i turisti una copia esatta della tomba, visitabile nella Necropoli di Tebe, costata 700 000 euro.